# Irena Janicka-Świderska
Irena Izabela Janicka-Świderska (ur. 8 lutego 1930 w Łodzi) – polska anglistka, wykładowczyni akademicka.

## Życiorys
W 1954 skończyła studia na Wydziale Humanistycznym KUL w Lublinie. Doktorat obroniła w 1960 na Wydziale Filologicznym UW. Habilitowała się w 1973 na Wydziale Filologicznym UŁ, tamże w 1992 uzyskała profesurę.
W latach 1954–1957 była doktorantką w Katedrze Filologii Angielskiej KUL. Następnie przez rok przebywała na stypendium na Uniwersytecie Oksfordzkim, a w późniejszym latach wielokrotnie była realizatorką grantów badawczych obejmujących wyjazdy i staże zagraniczne. Pracowała w Katedrze Filologii Angielskiej KUL w latach 1957–1963, w latach 1963–1990 w podobnej jednostce na UŁ. W latach 1978–1981 była zastępczynią Instytutu Filologii Angielskiej UŁ, następnie do 1984 jego dyrektorką. W latach 1990–1993 była zatrudniona na stanowisku profesorskim na UŁ, zaś później do 2000 jako profesorka zwykła. Kierowała Zakładem (później Katedrą) Literatury Angielskiej (następnie Literatury i Kultury Angielskiej) UŁ w latach 984–1987 oraz 1990– 1996. W latach była 1997–2000 kierowniczką Katedry Dramatu i Dawnej Literatury Angielskiej UŁ.
W pracy badawczej specjalizowała się w dramacie angielskim i irlandzkim, w pracy dydaktycznej w dramacie i poezji angielskiej.
Należała do Towarzystwa Naukowego KUL, Łódzkiego Towarzystwa Naukowego, Polish Association for the Study of English, International Shakespeare Association, International Association of the University Professors of English 133 oraz International Association for the Study of Anglo-Irish Literature.
Otrzymała m.in. Złoty Krzyż Zasługi (1978), Medal Komisji Edukacji Narodowej (1983), Krzyż Kawalerski Orderu Odrodzenia Polski (1989), Medal 50-lecia UŁ (1995), Złoty Medal za Długoletnią Służbę (2009) oraz wielokrotnie Nagrody Rektora UŁ.
W latach 1999–2002 należała do Komitetu Neofilologicznego PAN. Była reżyserką sztuk teatralnych w języku angielskim wystawianych na KUL i UŁ.